# Parti de la solution démocratique du Kurdistan
Le Parti de la solution démocratique du Kurdistan (Partiya Çareseriya Demokratik Kurdistan, abrégé PÇDK) est un parti politique kurde actif dans la zone autonome kurde en Irak.
Fondé en 2002, il fait partie depuis 2007 de la structure faîtière du Koma Civakên Kurdistan (« Union des communautés du Kurdistan ») avec le Parti des travailleurs du Kurdistan actif en Turquie, le Parti pour une vie libre au Kurdistan actif en Iran, et le Parti de l'union démocratique, actif en Syrie.

## Histoire

### Création
Le parti est fondé en avril 2002 dans la région des monts Qandîl, par des membres du Parti des travailleurs du Kurdistan originaires du Kurdistan irakien.
Le parti est d'abord présidé par Hoşyar Husên, puis par le docteur Fayiq Muhemed Gulpî et enfin par Diyar Xerîb, connu sous le nom de code de « Helmet ». Celui-ci est un Kurde irakien, engagé depuis le milieu des années 1990 dans les troupes combattantes de l'ARGK. Il participe à la création du nouveau parti en 2002, dont il prendra la présidence plus tard. Il accède aussi au Comité central du PKK, puis au Conseil exécutif du KCK. Le 5 juillet 2019, il est tué lors d'une attaque de l'aviation turque sur les Monts Qandîl. Suivant des sources proches du PKK, l'attaque turque ayant entraîné la mort de Diyar Xerîb aurait été planifiée par un chef des services secrets turcs se faisant passer pour un diplomate, un certain Osman Köse. Pour cette raison, Köse est éliminé dans la ville d'Erbil par une équipe spéciale des HPG.

### Participations aux élections
Le parti a tenté de participer régulièrement aux élections de la zone autonome kurde d'Irak, mais ses résultats sont restés très faibles. En 2005, il obtient 0,52 % des voix. Aux élections nationales irakiennes, il obtient 0,062 % des voix. En 2009, ses résultats ne lui permettent toujours pas d'entrer au parlement régional.
Aux élections du parlement régional du 21 septembre 2013, le parti obtient 3,605 et 0,18 % des voix. Il faut toutefois noter que cette élection a été marquée par des pressions exercées par la Turquie sur le gouvernement régional. Ainsi, le parti a été suspendu au début de la campagne. Il pourra malgré tout y participer, mais avec un retard qui le pénalisera.

### Relations avec le Gouvernement régional du Kurdistan
Les relations entre le PÇDK et le Gouvernement régional du Kurdistan n'ont jamais été cordiales, principalement parce que celui-ci est dominé par le PDK et l'UPK, dont les relations avec le PKK ont souvent été très conflictuelles. Toutefois, les activités légales et électorales du PÇDK ont été en général tolérées. Mais en mai 2014, le parti est soudainement interdit, pour avoir organisé devant le parlement régional à Erbil une commémoration du massacre de 1997, qui avait eu lieu dans un hôpital régi par le PKK dans cette ville, et où 62 militants avaient été tués par les forces du PDK. Le PDK fait alors fermer les bureaux du PÇDK et arrêter certains de ses membres. Il continue toutefois discrètement ses activités.

### Activités extérieures
Dès 2003, le PÇDK organise de manière autonome ses propres activités et manifestations en Europe.

## Positions politiques
Le PÇDK réfute l'accusation de n'être qu'une simple « antenne urbaine du PKK en Irak », comme le prétendent certains de ses détracteurs. En revanche, il se reconnaît dans les principes et les théories philosophiques et politiques développées par Abdullah Öcalan. Depuis 2005, ses conceptions politiques et sociales sont celles du confédéralisme démocratique.